# Loch Beoraid
Loch Beoraid ist ein Süßwassersee in der traditionellen Grafschaft Argyll. Heute liegt er in der schottischen Council Area Highland. In einer äußerst dünnbesiedelten Gegend gelegen, sind die Ufer Loch Beoraids nicht besiedelt. Die Kleinstadt Fort William liegt 28 Kilometer südöstlich.

## Beschreibung
Der langgezogene, schmale See liegt auf einer Höhe von 52 Metern über dem Meeresspiegel. Loch Beoraid ist nahezu exakt in Ost-West-Richtung ausgerichtet und besitzt eine Länge von fünf Kilometer bei einer maximalen Breite von 520 Metern, woraus sich ein Umfang von 14 Kilometern ergibt. Der am kurzen Ostufer einmündende Bach Allt a’Choire speist das Volumen von 34.793.396 Kubikmetern. Das Einzugsgebiet von Loch Beoraid beträgt 30,65 Quadratkilometer.
Wie auch bei den umgebenden Seen Loch Eilt und Loch Morar (Schottlands tiefster See) fallen die Ufer von Loch Beoraid steil ab, sodass sich trotz der geringen Breite eine durchschnittliche Tiefe von 22 Metern und eine maximale Tiefe von 48,5 Metern ergeben. Am Westufer fließt der Bach Meoble ab, der in den Loch Morar mündet.
Am Nordufer ragt der 710 Meter hohe Meith Bheinn auf, während sich der 633 Meter hohe Glas-charn am Südufer befindet.